# 20883 Gervais
20883 Gervais (2000 VD58) là một tiểu hành tinh vành đai chính được phát hiện ngày 3 tháng 11 năm 2000 bởi nhóm nghiên cứu tiểu hành tinh gần Trái Đất phòng thí nghiệm Lincoln ở Socorro.